# Нощно плуване
„Нощно плуване“ (на английски: Night Swim) е предстоящ американски хорър филм от 2024 г. на режисьора Брайс Макгуайър, и е базиран на едноименния късометражен филм от 2014 г. от Макгуайър и Род Блакхърст. Във филма участват Уайът Ръсел, Кери Кондън, Амели Хьоферле и Гейвин Уорън.
Джеймс Уан и Джейсън Блум служат като продуценти под техните съответните етикети Atomic Monster и Blumhouse Productions, и отбелява първият филм от двете компании, който излиза след сливането му на 2  януари 2024 г.
Премиерата на филма излиза по кината в Съединените щати на 5 януари 2024 г. от Юнивърсъл Пикчърс. Филмът получава негативни отзиви от критиците и печели повече от 20 млн. щ.д. в световен мащаб.